# Неф, Фриц
Фриц Неф (нем. Fritz Näf; род. 24 октября 1943, Вайах) — швейцарский дирижёр.
Учился в консерваториях Цюриха и Базеля как певец под руководством Сильвии Гевиллер, затем прошёл певческие мастерклассы Эрнста Хефлигера, Дженни Турель и других крупных вокальных педагогов. С 1961 г. выступал в Швейцарии и других странах Европы как камерный и оперный певец. В 1977—1980 гг. учился хоровому и оркестровому дирижированию у Эриха Шмида. В 1976—1986 гг. преподавал сольный вокал и вокальный ансамбль в Базельской Певческой школе, в 1986—2000 гг. — в Винтертурской консерватории, был её ректором. В 1978 г. основал и возглавил камерный ансамбль «Базельские мадригалисты» (нем. Basler Madrigalisten), а в 1997 г. — Швейцарский камерный хор.